# 惠勒縣 (喬治亞州)
惠勒縣（英語：Wheeler County）是美國喬治亞州東南部的一個縣。面積777平方公里。根據美國2000年人口普查，共有人口6,179人。縣治阿拉莫（Alamo）。
成立於1912年8月14日。縣名紀念美国众议员约瑟·惠勒（Joseph Wheeler）。